# Diallo Telli
Boubacar Diallo Telli (1925 – febrero de 1977) fue un político y diplomático guineano. Diallo Telli ayudó a fundar la Organización para la Unidad Africana (OUA) y fue el segundo secretario general de la OUA de 1964 a 1972. Después de ocupar el cargo de ministro de Justicia de su país por cuatro años, fue ejecutado por inanición por el régimen de Ahmed Sékou Touré en el Campo de Boiro en 1977.

## Biografía
Diallo Telli, nacido en 1925 en Porédaka, Guinea, proveniente de la etnia fulani, cursó sus estudios en la École Normale Supérieure William Ponty. Continuó su formación académica obteniendo el bachillerato en Dakar y posteriormente se trasladó a la École Nationale de la France d'Outre-Mer en París, Francia. En 1951 culminó su licenciatura en Derecho, y luego obtuvo su Doctorado en Derecho en 1954. Durante ese mismo año, asumió el cargo de diputado del Procureur (Fiscal de Distrito) de la República en el Tribunal de Thiès en Senegal. Más tarde, desempeñó funciones judiciales en la corte en Cotonú, Benín (entonces conocido como Dahomey). Su trayectoria ascendió en 1955 al ser designado como jefe de la Oficina del Alto Comisionado de África Occidental Francesa (AOF) en Dakar, marcando así el punto más alto que un africano podía alcanzar en el marco del periodo colonial francés. A partir de abril de 1957, asumió la posición de secretario general de la AOF, cargo que ejerció durante un lapso de dieciocho meses. 
Después del referéndum del 28 de septiembre de 1958, en el que Guinea eligió la independencia del AOF, Diallo Telli fue enviado a los Estados Unidos como representante permanente de Guinea ante las Naciones Unidas. Ocupó dicho cargo hasta junio de 1964, con una pausa entre junio de 1960 y marzo de 1961. También fue embajador en los Estados Unidos desde abril de 1959 hasta junio de 1961. 
Al establecerse la Organización de la Unidad Africana en Adís Abeba, Diallo Telli fue designado como el primer Secretario General, desempeñando este rol durante dos términos, desde julio de 1964 hasta junio de 1972. Esta tarea representó un desafío de gran envergadura para él, dada la necesidad de conciliar los diversos puntos de vista entre los numerosos líderes de los estados africanos, cada uno de los cuales sostenía opiniones divergentes. En un artículo publicado en el otoño de 1965, Telli reconoció las complejidades y disputas inherentes, pero sostuvo que la organización había sido concebida con una estructura lo suficientemente adaptable para abordar tales cuestiones. Además, planteó como interrogante la evolución de los acontecimientos si la Organización de la Unidad Africana no hubiera existido.
En ocasiones, Telli fue criticado por su franqueza. Algunos lo criticaron por insistir demasiado en los puntos de vista de Sékou Touré. En julio de 1968 se informó que era poco probable que fuera nombrado para un segundo mandato, ya que no había mostrado neutralidad. Un informe sobre la cumbre de la OUA en Argel en septiembre de 1968, cubrió la posición de Telli sobre la guerra civil de Nigeria. Aunque los miembros en general apoyaron a la Nigeria federal, algunos países como Costa de Marfil, Tanzania, Zambia y Gabón reconocieron a Biafra. En general, Telli fue un portavoz fuerte y respetado de la OUA. 
En junio de 1972, Telli fue sucedido por Nzo Ekangaki de Camerún como Secretario General de la OUA. Telli regresó a Guinea y fue nombrado ministro de Justicia el 21 de agosto de 1972. Su decisión de regresar a Guinea fue desconcertante ya que tenía muchas otras ofertas de jefes de Estado africanos y organizaciones internacionales. Algunas personas en Guinea incluso pensaron que Sékou Touré había usado medios ocultos para hacerlo regresar. Según Andre Lewin, el biógrafo de Touré, Telli fue la única persona que podría desafiar a Touré en su Presidencia. Por lo tanto, Touré sintió una necesidad especial de destruirlo.
Como ministro de Justicia, en una conferencia en la Universidad de Conakri, afirmó que la justicia era la clave que abría todas las puertas, e instó a los estudiantes a continuar sus estudios legales. Sin embargo, Telli obedeció las directivas del partido y fue el autor de la ley de junio de 1973 que eliminó toda independencia del poder judicial, creando tribunales de personas a nivel de aldea y vecindario. Su consejero técnico en ese momento dijo que Telli era "ingenuo, muy nervioso, a menudo muy excitado, muy descuidado en sus palabras y acciones, lleno de sinceridad y desorden en su trabajo". Después de la reconciliación entre Francia y Guinea en julio de 1975, Sékou Touré sugirió, en una comida para celebrar la ocasión, que Telli podría ser un candidato adecuado para ser Secretario General de las Naciones Unidas. 
El 18 de julio de 1976, Diallo Telli fue arrestado en su casa y encarcelado en Campo Boiro. Mamadi Keïta, cuñado del presidente, era el jefe de la comisión de investigación que condenó a Telli. Telli fue acusado de dirigir un complot de Fulanis contra el estado de Guinea. Fue sometido a intensos interrogatorios, torturas y una dieta inadecuada. Después de la segunda sesión de tortura, Telli se hizo añicos y aceptó firmar una "confesión" de su traición. Este fue un documento incoherente incluso después de ser editado por el tribunal. En febrero de 1977, cinco presos prominentes fueron asesinados a través de la "dieta negra" (sin comida ni agua): Diallo Telli, los exministros Barry Alpha Oumar y Dramé Alioune, y los oficiales del ejército Diallo Alhassana y Kouyate Laminé. La OUA no reaccionó ante la muerte de su ex secretario General. Sin embargo, la desaparición de Telli, un diplomático internacional ampliamente respetado conocido por su dignidad y buena naturaleza, contribuyó a aumentar la conciencia internacional sobre los abusos del régimen de Touré.

## Carrera
- Sirvió a la administración colonial francesa como magistrado.
- Se desempeñó como fiscal auxiliar en Senegal y Dahomey (Benín).
- Fue designado como sustituto en el ministerio público de la Corte de Thies (Senegal), que más tarde fue utilizado sucesivamente el corte a Cotonú (Benín) y el fiscal general de la Corte de Apelación de Dakar.
- En 1957, se convirtió en secretario general del Gran Consejo del África Occidental Francesa (Grand Conseil de l'Afrique-Occidentale française en Dakar).
- En 1958, cuando Guinea votó por la independencia, Diallo regresó a Guinea.
- De 1958 a 1961 fue representante permanente ante la Sede de la Organización de las Naciones Unidas en Nueva York.
- De julio de 1964 a junio de 1972 fue elegido como primer secretario general de la Organización de la Unidad Africana.
- En agosto de 1972, Ahmed Sékou Touré lo convenció para volver a Guinea, y lo nombró ministro de Justicia.
- El 18 de julio de 1976, Telli Diallo fue detenido por presuntamente encabezar una Alta traición llamado contra el régimen de Ahmed Sékou Touré, junto con otros miembros de la élite Fulani, entre ellos exministros Alioune Dramé y Alpha Oumar Barry.[4]